# البحيرة الغربية (هانغتشو)
البحيرة الغربية (بالصينية:西湖) وتُنطق شيخو، هي بحيرة مياه عذبة تقع غرب مدينة هانغتشو، عاصمة مقاطعة جيجيانغ الصينية. وهي مقسمة إلى خمسة أقسام تقطعها ثلاثة جسور. هناك العديد من المعابد والحدائق والجزر الاصطناعية داخل البحيرة، وقد تأثر بها الشعراء والرسامين على مر التاريخ في الصين لجمالها وآثارها. وقد تم إدراجها في قائمة التراث العالمي لليونسكو عام 2011م.

## معرض صور

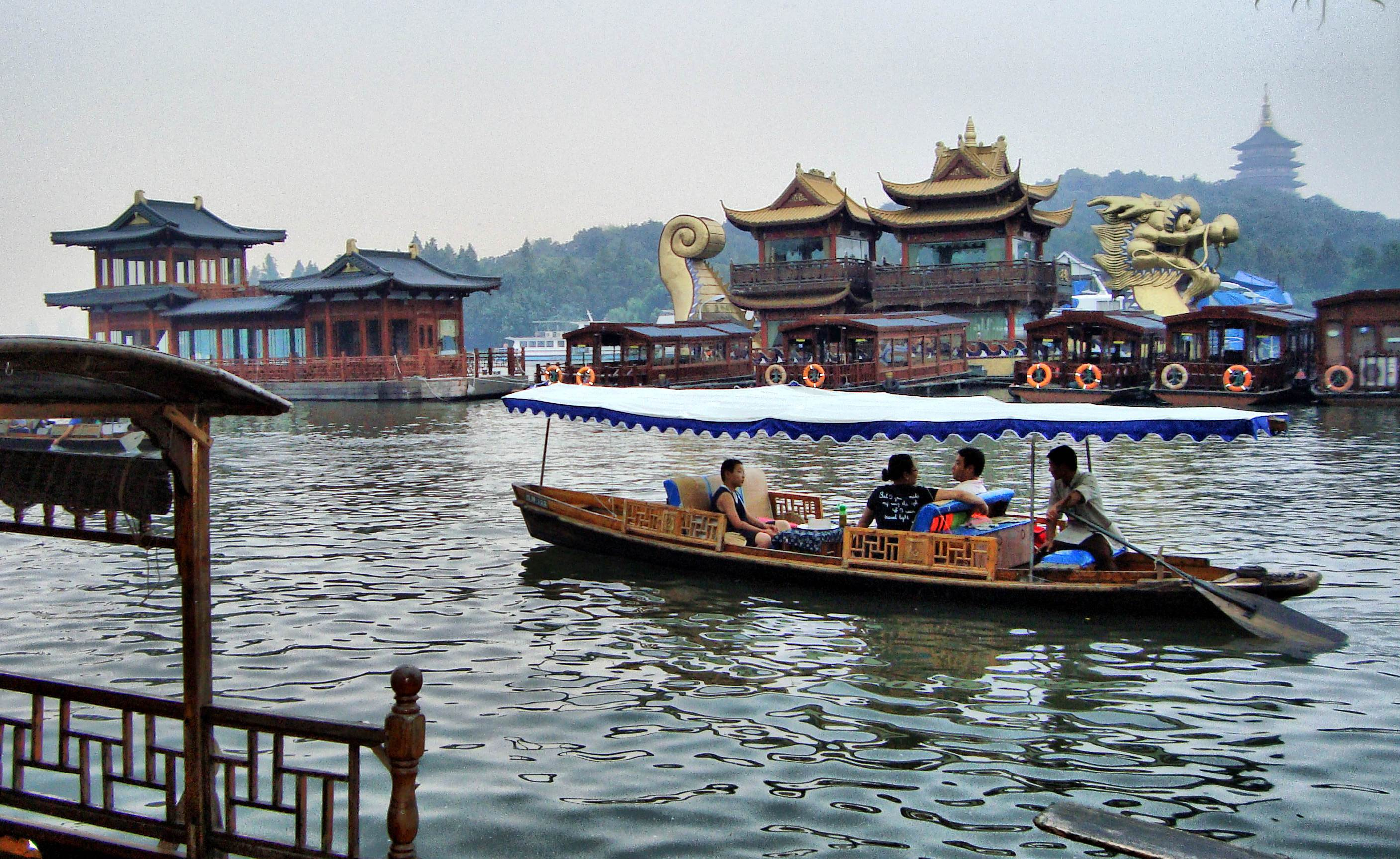
صورة بانوراما للبحيرة
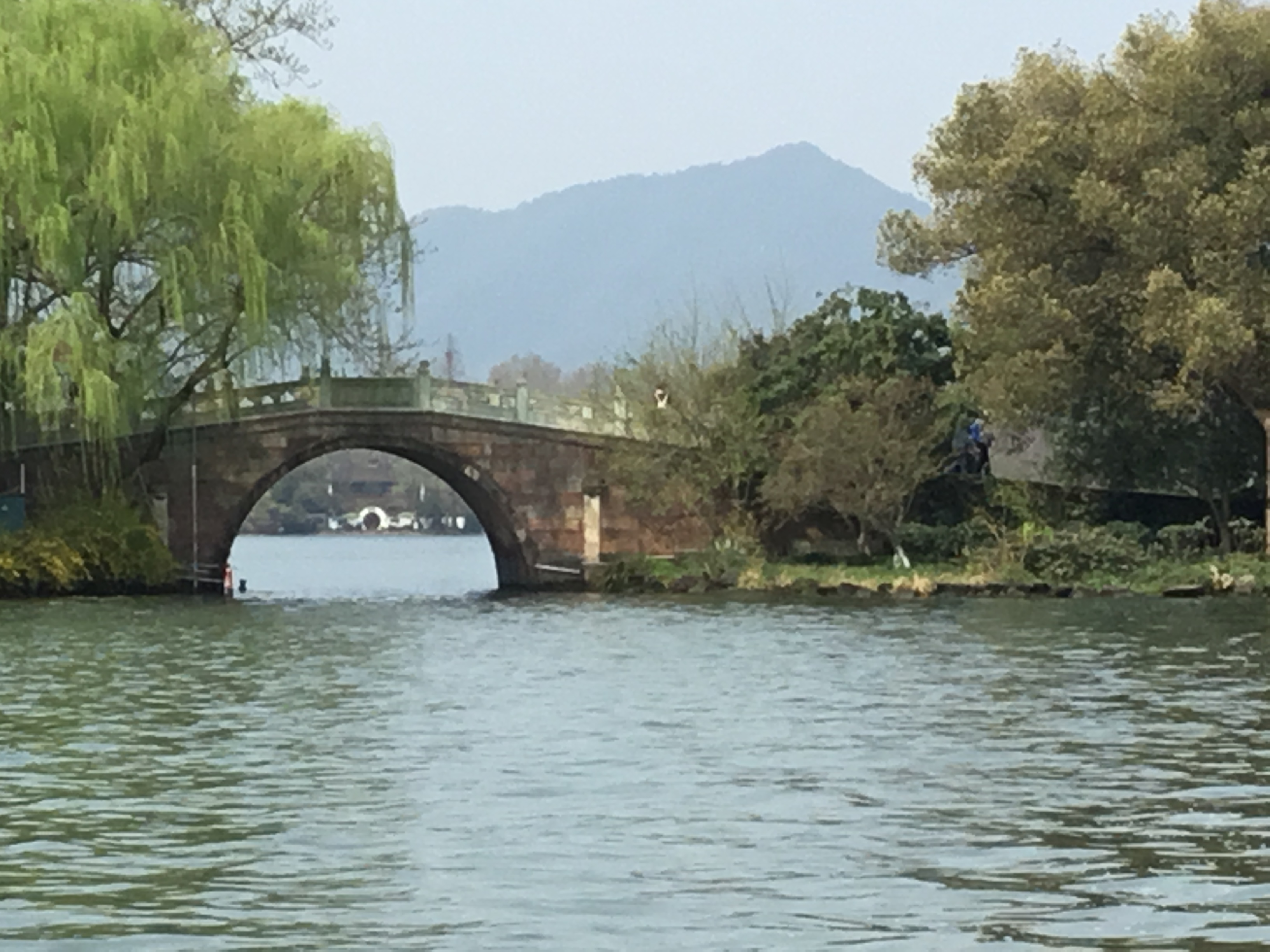
جسر على البحيرة
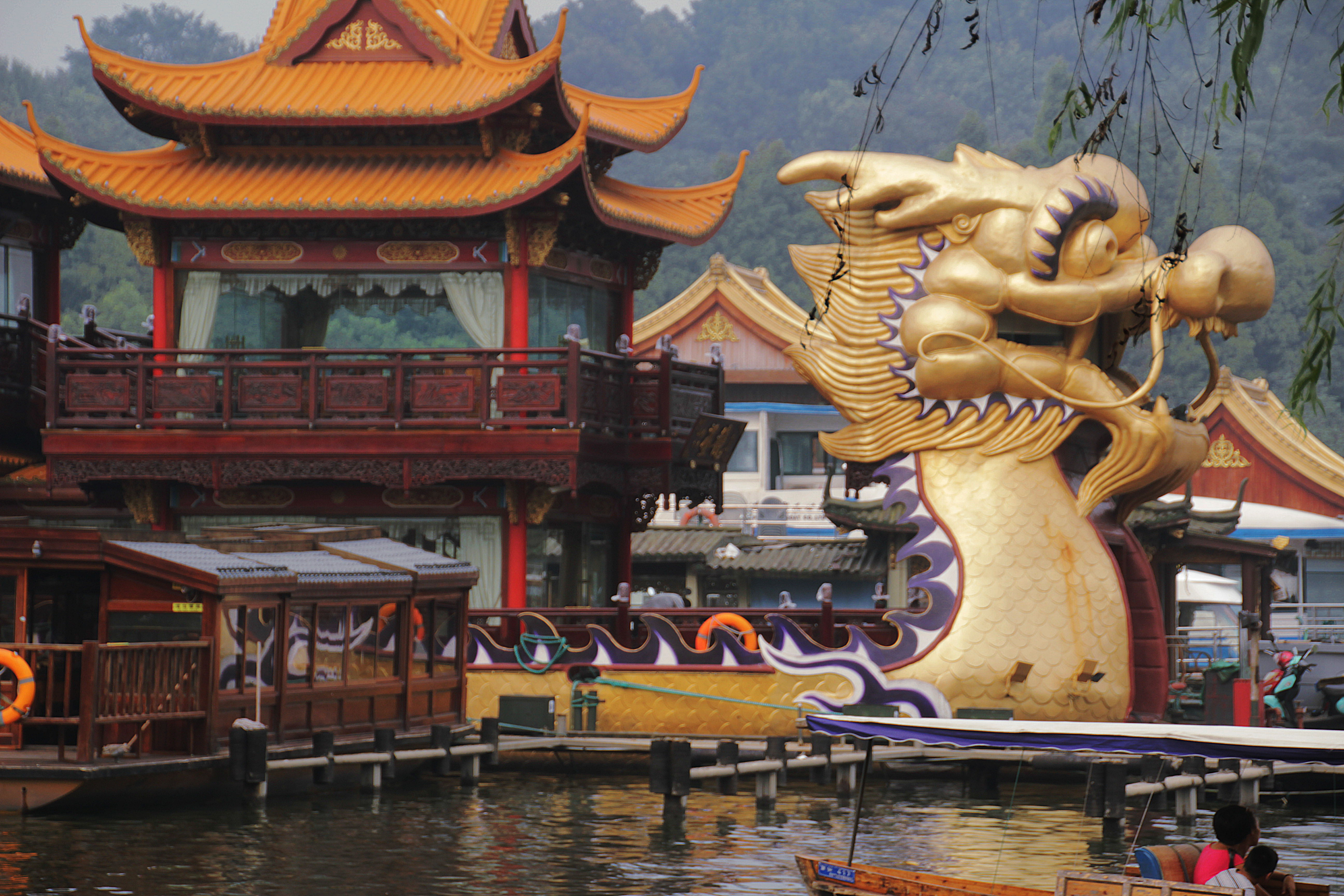
قارب التنين
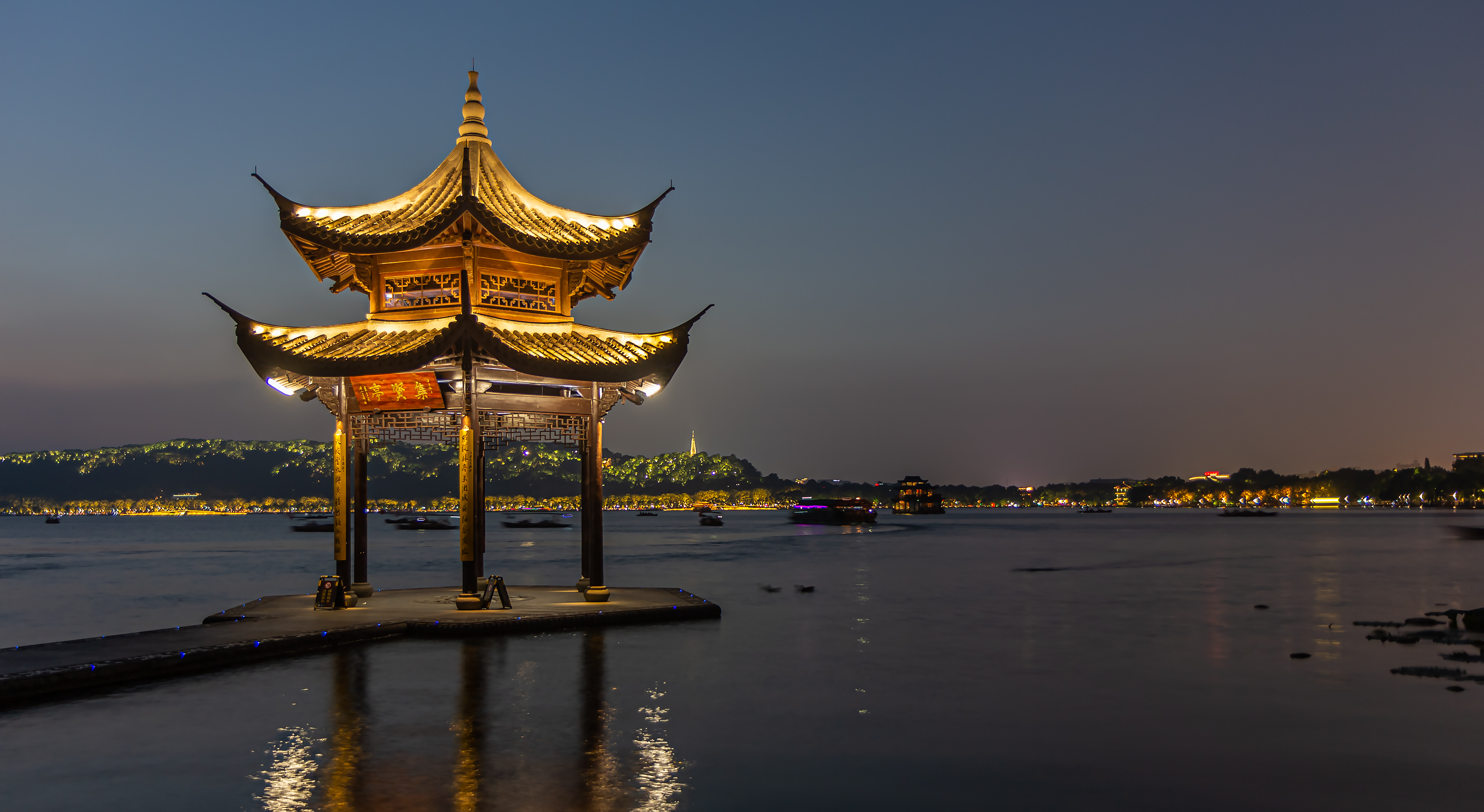
البحير ليلا
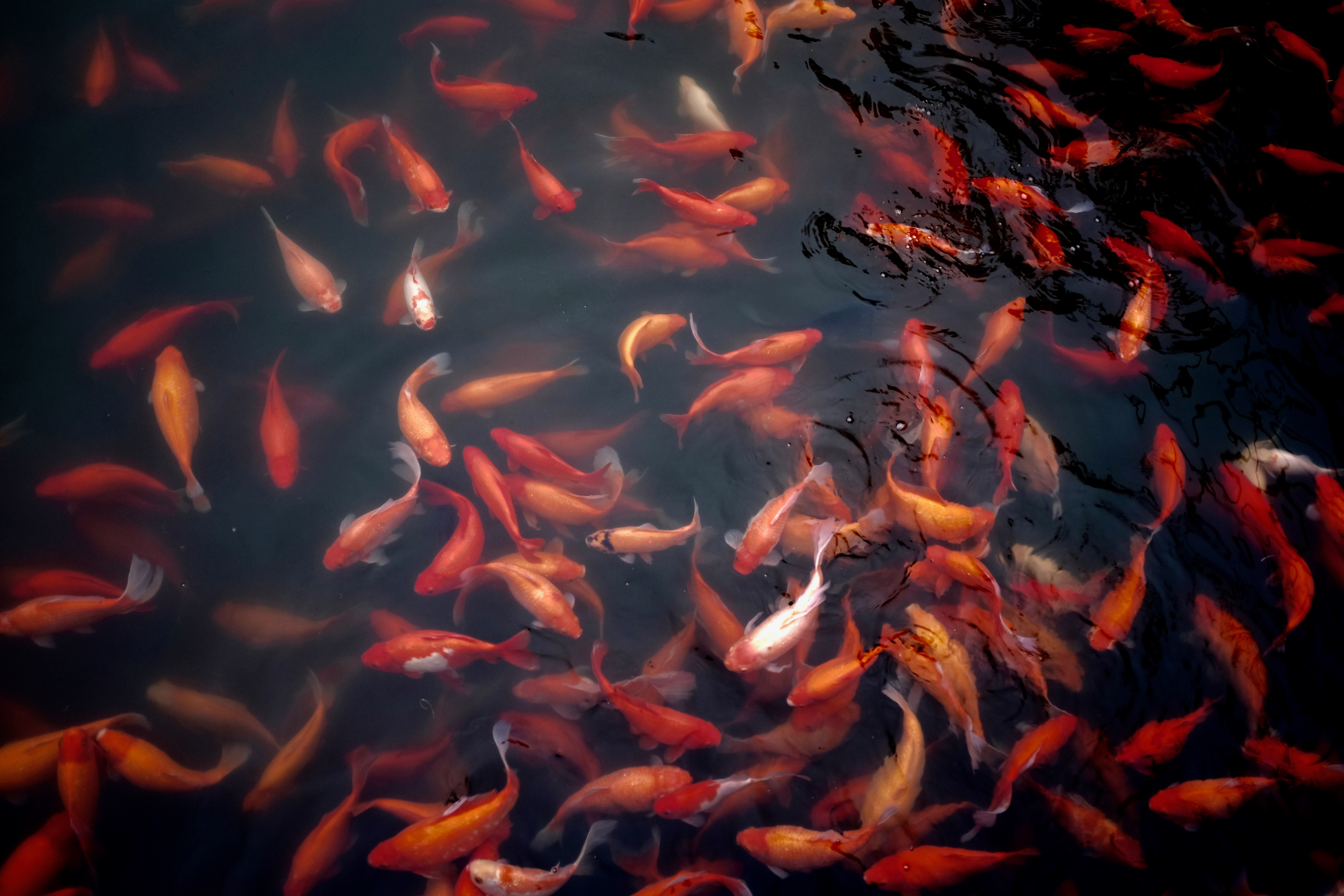
أسماك البحيرة

## وصلات داخلية
- الصين
- هانغتشو
- شاي لونغ جينغ